# Stripped (álbum de The Rolling Stones)
Stripped es el sexto álbum en vivo de los Rolling Stones grabado durante su gira Voodoo Lounge Tour y lanzado el 13 de noviembre de 1995.
Presentado como el segundo álbum con Virgin Records, contiene seis pistas en vivo, que fueron registradas en directo de cuatro presentaciones de 1995 en tres lugares pequeños; y ocho regrabaciones acústicas de estudio del catálogo antiguo de los Stones, con la excepción de una versión de «Little Baby» de Willie Dixon.

## Grabación
Las dos sesiones tuvieron lugar del 3 al 5 de marzo de 1995 en los estudios Toshiba-EMI en Tokio, Japón y del 23 al 26 de julio de 1995 en los Estudios Valentim De Carvalho en Lisboa, Portugal, mientras que las grabaciones en vivo son del 26 y 27 de mayo, 3 de julio y actuaciones del 19 de julio de 1995 en tres salas de conciertos pequeñas: Paradiso, L'Olympia y Brixton Academy, respectivamente.
Algunas versiones publicadas en formato CD del álbum incluyó pistas adicionales de datos (las cuales solo se podían reproducir a través de un PC con Windows), presentando videos de los ensayos de «Tumbling Dice» y «Shattered», así también como una versión alternativa de «Like a Rolling Stone», y entrevistas con Mick Jagger, Keith Richards, Charlie Watts y Ron Wood.

## Recepción
Stripped fue bien recibido por su sonido relajado y natural, alcanzando el puesto número 9 a ambos lados del Atlántico y certificado platino en los Estados Unidos. Su primer sencillo fue la versión de «Like a Rolling Stone», de Bob Dylan, que trepó hasta el 12 en las listas británicas. Posteriormente, en 1996, sería lanzado «Wild Horses» como segundo corte.

## Totally Stripped
Publicado el 3 de junio de 2016, Totally Stripped, es una edición ampliada y reconcebida de Stripped, junto una película documental sobre el proyecto original y lanzado en múltiples formatos. Estos incluían ediciones en DVD/Blu-ray solo para el documental, ediciones en DVD/Blu-ray y CD/vinilo que incluyen las canciones más destacadas del concierto de la película (distintas de las pistas que componen el álbum original).
La selección de lo más destacado en vivo incluyó 13 actuaciones inéditas y una pista del CD original. Una versión de edición limitada de cinco discos (4 DVD y 1 CD o 4 discos Blu-ray y 1 CD) del álbum expandido agregó tres películas en DVD o SD Blu-ray de los conciertos completos y un folleto de 60 páginas al documental y el CD recientemente compilado de conciertos destacados.
La obra de arte del álbum fue proporcionada por The Design Corporation, con fotografías de Anton Corbijn.

## Lista de temas
Todos los temas compuestos por Mick Jagger y Keith Richards, salvo donde se indique.

### Edición estándar
1. «Street Fighting Man» – 3:41
2. «Like a Rolling Stone» (Bob Dylan) – 5:39
3. «Not Fade Away» (Norman Petty/Charles Hardin) – 3:06
4. «Shine a Light» – 4:38
5. «The Spider and the Fly» – 3:29
6. «I'm Free» – 3:13
7. «Wild Horses» – 5:09
8. «Let It Bleed» – 4:15
9. «Dead Flowers» – 4:13
10. «Slipping Away» – 4:55
11. «Angie» – 3:29
12. «Love in Vain» (Robert Johnson) – 5:31
13. «Sweet Virginia» – 4:16
14. «Little Baby» (Willie Dixon) – 4:00

### Otras canciones
Algunas tomas descartadas de este álbum también se han sido publicadas oficialmente
- «Honest I Do» (Incluida en la banda sonora de la película Hope Floats)[8]
- «All Down The Line» (incluida en el sencillo «Like a Rolling Stone»)
- «Black Limousine» (Jagger/Richards/Ron Wood) (incluida en el sencillo «Like a Rolling Stone»)
- «Gimme Shelter» (incluida en el sencillo «Wild Horses»)
- «Tumbling Dice» (incluida en el sencillo «Wild Horses»)
- «Live With Me» (incluida en el sencillo «Wild Horses»)
- «It's All Over Now» (por descarga digital)

También hay una serie de canciones no publicadas que han circulado por internet.
- «Let's Spend the Night Together»
- «No Expectations»
- «Beast of Burden»
- «Memory Motel»

## Personal
The Rolling Stones
- Mick Jagger: voz, armónica, guitarra acústica, maracas en «Not Fade Away»
- Keith Richards: guitarra acústica, coros; voz en «Slipping Away»
- Ronnie Wood: guitarra, lap steel guitar
- Charlie Watts: batería

Músicos adicionales
- Darryl Jones: bajo; coros en «Slipping Away»
- Chuck Leavell: teclados, coros[9]
- Lisa Fischer: coros
- Bernard Fowler: coros, percusión
- Bobby Keys: saxo
- Michael Davis: trombón
- Kent Smith: trompeta
- Andy Snitzer: saxo
- Don Was: órgano hammond en «Shine a Light»

## Posición en las listas
| Listas (1995)                  | Posición |
| ------------------------------ | -------- |
| Alemania (Media Control)       | 3        |
| Australia (ARIA Charts)        | 7        |
| Austria (Ö3 Austria Top 40)    | 2        |
| Bélgica (Flanders)             | 6        |
| Bélgica (Wallonia)             | 6        |
| Canadá (RPM)                   | 1        |
| Estados Unidos (Billboard 200) | 9        |
| Finlandia                      | 5        |
| Francia (SNEP)                 | 2        |
| Italia (FIMI)                  | 7        |
| Japón (Oricon)                 | 12       |
| Noruega (VG-lista)             | 1        |
| Nueva Zelanda (RIANZ)          | 23       |
| Países Bajos (MegaCharts)      | 2        |
| Reino Unido (UK Albums Chart)  | 9        |
| Suecia (Sverigetopplistan)     | 1        |
| Suiza (Schweizer Hitparade)    | 3        |

| Lista (1995)                   | Posición |
| ------------------------------ | -------- |
| Canadá (RPM)                   | 92       |
| Francia (SNEP)                 | 67       |
| Italia (FIMI)                  | 47       |
| Lista (1996)                   | Posición |
| Alemania (Media Control)       | 78       |
| Canadá (RPM)                   | 65       |
| Estados Unidos (Billboard 200) | 97       |

| Año  | Sencillo               | Lista                  | Posición |
| ---- | ---------------------- | ---------------------- | -------- |
| 1995 | «Like a Rolling Stone» | Mainstream Rock Tracks | 16       |
| 1995 | «Like a Rolling Stone» | UK Top 75 Singles      | 12       |
| 1995 | «Like a Rolling Stone» | Bubbling Under Hot 100 | 109      |

## Certificaciones
| País                   | Certificación | Ventas certificadas |
| ---------------------- | ------------- | ------------------- |
| Alemania (BVMI)        | Oro           | 250,000^            |
| Austria (IFPI Austria) | Oro           | 25,000^             |
| Bélgica (BEA)          | Oro           | 25,000^             |
| España (PROMUSICAE)    | Oro           | 50,000^             |
| Estados Unidos (RIAA)  | Platino       | 1,000,000^          |
| Francia (SNEP)         | 2x Oro        | 225,100             |
| Japón (RIAJ)           | Oro           | 129,600             |
| Noruega (IFPI Noruega) | Platino       | 50,000^             |
| Países Bajos (NVPI)    | Oro           | 50,000^             |
| Reino Unido (BPI)      | Oro           | 100,000^            |
| Sumario                | Certificación | Ventas certificadas |
| Unión Europea (IFPI)   | Platino       | 1,000,000^          |

Nota: ^ Cifras de ventas basadas únicamente en la certificación